# Santiagorothia
Santiagorothia (†Santiagorothia) − rodzaj wymarłych ssaków kopytnych, przedstawicieli notoungulatów opisany z Chile i Argentyny. Gatunkiem typowym rodzaju jest †Santiagorothia chiliensis. Zamieszkiwał Amerykę Południową około 32 miliony lat temu.